# Sophrone III de Constantinople
Sophrone III de Constantinople (en grec Σωφρόνιος Γ), né en 1798 sous le nom de Stavros Meidantzoglou à Constantinople et mort en 1899, est patriarche de Constantinople du 2 octobre 1863 au 16 décembre 1866.
Il devient ensuite patriarche orthodoxe d'Alexandrie, du 11 juin 1870 au 3 septembre 1899, sous le nom de Sophrone IV.